# Gentiana somdavii
Gentiana somdavii är en gentianaväxtart som beskrevs av H.B. Naithani. Gentiana somdavii ingår i släktet gentianor, och familjen gentianaväxter. Inga underarter finns listade i Catalogue of Life.